# Gregory Petsko

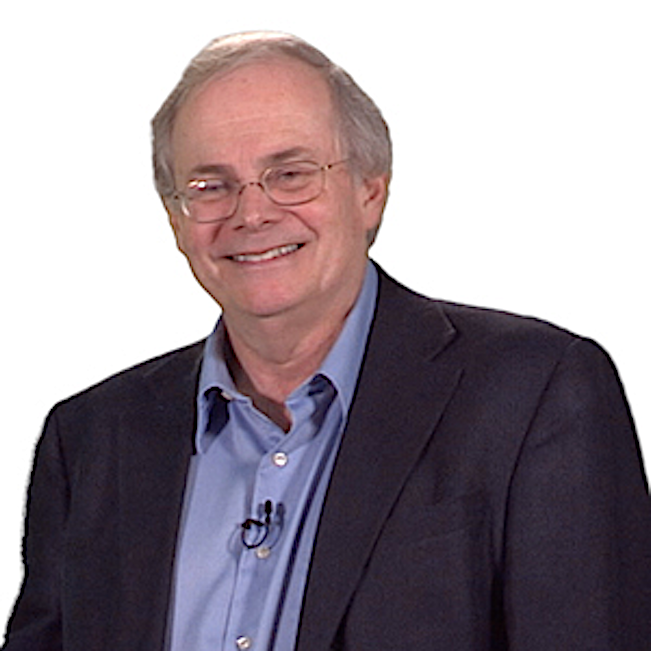
Gregory Petsko, 2021

Gregory Anthony Petsko (* 7. August 1948 in Washington, D.C.) ist ein US-amerikanischer Biochemiker und Neurowissenschaftler an der Cornell University und dem Weill Cornell Medical College in New York City. Gemeinsam mit seiner langjährigen Forschungspartnerin Dagmar Ringe gilt Petsko als Begründer des Wissenschaftsgebiets der „Strukturneurologie“ als Querschnittsgebiet zwischen Strukturbiologie und Neurologie.

## Leben und Wirken
Petsko erwarb 1970 an der Princeton University einen Bachelor in Chemie und 1973 bei David C. Phillips an der Oxford University einen Ph.D. in molekularer Biophysik. Als Postdoktorand arbeitete er bei Pierre Douzou in Paris. Eine erste Professur (Assistant Professor) erhielt er an der Wayne State University School of Medicine, bevor er 1979 als Associate Professor für Chemie an das Massachusetts Institute of Technology wechselte und dort schließlich eine ordentliche Professur erhielt. 1990 wechselte er als Professor für Biochemie und Chemie an die Brandeis University, wo er von 1994 bis 2006 Direktor des Rosenstiel Basic Medical Sciences Research Center war und von 2008 bis 2011 die Abteilung für Biochemie leitete. 2014 ging Petsko als Professor für Neurologie und Neurowissenschaften an das Weill Cornell Medical College. Gleichzeitig hat er eine Professur für Medizintechnik (Biomedical engineering) an der Cornell University inne.
Gregory Petsko hat über viele Jahre die Methoden der Kristallographie verfeinert und auf die zeitabhängige dreidimensionale Beobachtung von Enzym-Substrat-Komplexen beziehungsweise Enzym-Intermediat-Komplexen ausgedehnt. Er betreibt heute (Stand 2017) Grundlagenforschung auf dem Gebiet der Beziehung zwischen Proteinen, Proteinstruktur und -funktion und neurodegenerativen Erkrankungen. Er erforscht mit Hilfe genetischer und strukturbiologischer Techniken (insbesondere Proteinkristallographie) sowie struktur-vermittelter Pharmaforschung (Wirkstoffdesign) neue Ziele zur medikamentösen Behandlung neurodegenerativer Erkrankungen.
Petsko ist mit der Immunologin Laurie H. Glimcher verheiratet.

## Auszeichnungen (Auswahl)
- 1978 Sloan Research Fellow[1]
- 1987 Pfizer Award in Enzyme Chemistry[2]
- 1991 Max-Planck-Forschungspreis
- 1995 Mitglied der National Academy of Sciences[3]
- 2001 Mitglied des Institute of Medicine (heute National Academy of Medicine)[4]
- 2002 Mitglied der American Academy of Arts and Sciences[5]
- 2004 Fellow der American Association for the Advancement of Science
- 2008–2010 Präsident der American Society for Biochemistry and Molecular Biology[6]
- 2010 Mitglied der American Philosophical Society[7]
- 2011 Ehrendoktorat der Dalhousie University (Kanada)[8]
- 2023 National Medal of Science